# Binfield Heath
 (septembre 2023).
Binfield Heath est une paroisse civile et un village de l'Oxfordshire, en Angleterre.